# 三上尚子
三上 尚子（みかみ しょうこ、1981年1月8日 - ）は、千葉県市原市出身の元女子サッカー選手、サッカー指導者。元日本代表。

## 来歴

### 選手時代
1996年、三井千葉SCジュニアユースから日興證券女子サッカー部ドリームレディースに加入。1999年にはチームの廃部に伴い田崎ペルーレへ移籍し、2001年にはリーグのベストイレブンに選ばれた。
2002年、ジェフユナイテッド市原レディースへ加入。2003年に渡米し、クリスチャン・ブラザーズ大学、メンフィス大学でプレーした。
2007年、ジェフユナイテッド市原・千葉レディースに復帰。2009年をもって現役を引退した。

### 指導者時代
現役引退後の2010年にジェフユナイテッド市原・千葉レディースU-18のコーチに就任。
2013年12月15日、2014シーズンよりジェフ千葉レディースの監督に就任することが発表された。2017年にはなでしこリーグ杯で優勝し、1部でのクラブ史上初タイトルを獲得した。2018年1月、監督を退任し育成スタッフとなることが発表された。
2023年1月11日、ジェフ千葉レディースのゼネラルマネジャーから監督に復帰した。

## 所属クラブ
- 1996年 - 1998年  日興證券女子サッカー部ドリームレディース
- 1999年 - 2001年  田崎ペルーレ
- 2002年 - 2003年  ジェフユナイテッド市原レディース
- 2003年  クリスチャン・ブラザーズ大学（英語版）
- 2004年 - 2006年  メンフィス大学
- 2007年 - 2009年  ジェフユナイテッド市原・千葉レディース

## 指導歴
- 2007年 - 2008年  ファンルーツ
- 2010年 -  ジェフユナイテッド市原・千葉レディース
  - 2010年 - 2013年 U-18 コーチ
  - 2014年 - 2017年 監督
  - 2018年 - 2021年 育成コーチングスタッフ
  - 2021年 - 2022年 ゼネラルマネジャー
  - 2023年 - 2024年 監督
  - 2024年 - 現在 ゼネラルマネジャー

## 個人成績

### 代表

#### 主な出場大会
- 1999 AFC女子選手権

#### 試合数
| 日本代表 | 国際Aマッチ | 国際Aマッチ |
| 年       | 出場        | 得点        |
| -------- | ----------- | ----------- |
| 1999     | 3           | 2           |
| 通算     | 3           | 2           |

#### 出場試合
| 出場試合一覧 | 出場試合一覧   | 出場試合一覧 | 出場試合一覧 | 出場試合一覧         | 出場試合一覧 | 出場試合一覧 | 出場試合一覧       | 出場試合一覧 |
| #            | 開催日         | 開催都市     | スタジアム   | 対戦国               | 結果         | 監督         | 大会               | 出典         |
| ------------ | -------------- | ------------ | ------------ | -------------------- | ------------ | ------------ | ------------------ | ------------ |
| 1.           | 1999年11月12日 | バロタク     |              | ネパール             | ○ 14-0       | 鈴木保       | 1999 AFC女子選手権 |              |
| 2.           | 1999年11月14日 | イロイロ     |              | フィリピン           | ○ 6-0        | 鈴木保       | 1999 AFC女子選手権 |              |
| 3.           | 1999年11月19日 | バコロド     |              | チャイニーズタイペイ | ● 0-2        | 鈴木保       | 1999 AFC女子選手権 |              |

#### ゴール
| ゴール一覧 | ゴール一覧     | ゴール一覧 | ゴール一覧 | ゴール一覧 | ゴール一覧 | ゴール一覧 | ゴール一覧         | ゴール一覧 |
| #          | 開催日         | 開催都市   | スタジアム | 対戦国     | 結果       | 監督       | 大会               | 出典       |
| ---------- | -------------- | ---------- | ---------- | ---------- | ---------- | ---------- | ------------------ | ---------- |
| 1.         | 1999年11月12日 | バロタク   |            | ネパール   | ○ 14-0     | 鈴木保     | 1999 AFC女子選手権 |            |
| 2.         | 1999年11月12日 | バロタク   |            | ネパール   | ○ 14-0     | 鈴木保     | 1999 AFC女子選手権 |            |

## タイトル

### 選手時代
個人
- ベストイレブン：1回（2001）

### 指導者時代
クラブ
- ジェフ千葉レディース
  - なでしこリーグカップ：1回（2017）